# Кыкер
Кыке́р — село в Тунгокоченском районе Забайкальского края России. Административный центр сельского поселения «Кыкерское».

## География
Расположено на правом берегу реки Нерчи, в 89 км к северо-востоку от районного центра, села Верх-Усугли.

## История
Основано в 1668 году казаком Е. Пляскиным. 

## Население
| 1989 | 2002 | 2010 | 2021 |
| ---- | ---- | ---- | ---- |
| 662  | ↘574 | ↘440 | ↘362 |

## Инфраструктура
Средняя школа, детский сад, библиотека, детский дом, фельдшерско-акушерский пункт.